# マーン・シング
マーン・シング（Man Singh, 1550年12月21日  - 1614年7月6日）は、北インドのラージャスターン地方、アンベール王国の君主。マーン・シング1世（Man Singh I）とも呼ばれる。ムガル帝国の武将であり、各地の太守を歴任した。
アンベール王国の君主でありながらムガル帝国の内政にも参与し、皇帝アクバルの乳兄弟ミールザー・アズィーズ・コーカなどとともに皇位を左右するほどの力を持った。

## 生涯

### ムガル帝国への臣従
1550年12月21日、のちのアンベール王バグワント・ダースの息子として生まれた。彼はムガル帝国の皇帝となるアクバルよりも8歳若かった。
祖父のビハーリー・マルがムガル帝国の皇帝アクバルに臣従したことにより、マーン・シングも帝国に仕える身となった。これによって、マーン・シングは帝国の宮廷に出仕した。

### メーワール王国との戦い

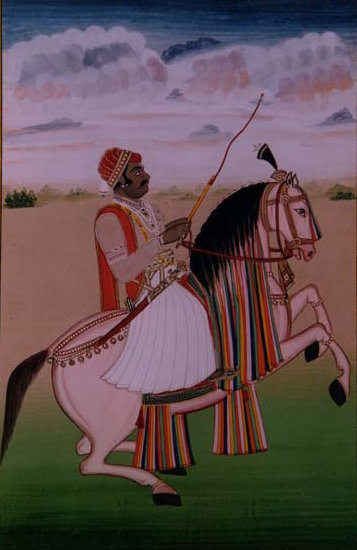
若き日のマーン・シング

アンベール王国など数多くのラージプート諸王国がムガル帝国に臣従する中、メーワール王国だけは臣従しなかった。アクバルがその首都チットールガルを陥落させたのちも、ウダイプルを首都に抵抗を続けた。
そのため、マーン・シングはアクバルの命により、メーワール王プラタープ・シングと戦うこととなった。彼はメーワール王プラタープ・シングの息子アマル・シングとやり取りを行い、帝国への臣従を促したが、実を結ぶことはなかった。
1576年初頭、アクバルはアジュメールに進軍し、マーン・シングに5000騎を率いてメーワール王国へ遠征するように命じた。プラタープ・シングはこれを予想しており、王国の全領域を荒廃させていた。そのうえ、丘陵地帯のすべての峠は要塞化されていた。
同年、マーン・シングはハルディーガーティーの地でプラタープ・シングと激突した（ハルディーガーティーの戦い）。メーワール軍は奮戦し、一時は帝国軍を混乱に陥れた。だが、アクバル自身が率いてきた援軍が到着し、不利を悟ったプラタープ・シングはアラーヴァリー山脈地帯へ逃走した。
こののち、プラタープ・シングは正々堂々の戦いを挑まず、ゲリラ戦を展開して抵抗した。ハルディーガーティーにおける敗戦はプラタープ・シング自身の戦意を弱めることはなかったが、独立を守るという大義はすでに失われ、ラージプートの大部分は帝国に帰順していた。

### カーブルでの軍事活動

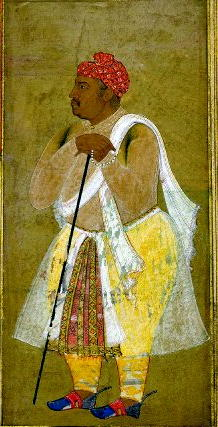
マーン・シング

1580年、ベンガルとビハールにおいて、アクバルの弟ミールザー・ハキームを支持する勢力が反乱を起こした。アクバルはベンガルとビハールの反乱を制圧した一方で、マーン・シングとともにハキームの本拠地であるカーブルへと向かった。
アクバルはインダス川を越えたのち、マーン・シングをカーブルに向けて送った。この報を聞くとハキームはカーブルを捨てて逃げ、1581年8月10日にアクバルはカーブルへと入った。
アクバルは首都ファテープル・シークリーに帰還する際、マーン・シングをカーブル太守に任命し、この地域の統治にあたらせた。
1585年、アフガン系ユースフザイ部族が反乱を起こした。その鎮圧に向かったビールバルは翌1586年に死亡した。そのため、アクバルはトーダル・マルを新たに送り、マーン・シングにこれを援助させた。
また、この年にはカシミールの征服が行われ、これはマーン・シングの父バグワント・ダースに委ねられた。マーン・シングは父の援助もしたが、ラホールとカーブルにおける大砲の技術をアンベールへと持ち帰った。

### オリッサの制圧

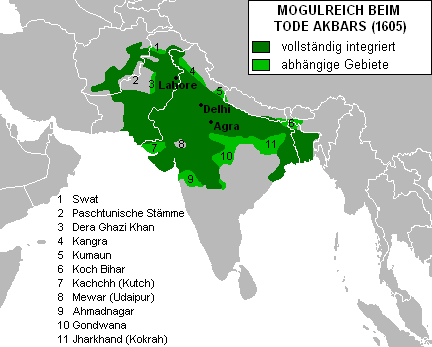
アクバル時代のムガル帝国

1588年、マーン・シングはビハール太守に任命され、オリッサ地方の征服に取り掛かった。当時、この地方にはクルダー王国とアフガン勢力が割拠していた。
この間、1589年12月10日に父であるアンベール王バグワント・ダースが死亡し、マーン・シングがその王位を継承した。また、アクバルからは「ミールザー・ラージャ」の称号を賜った。
1590年、マーン・シングはオリッサへの遠征を開始したが、8月15日にアフガン側のナーシル・ハーンが帝国の主権を受け入れたため、軍を引いた。ナーシル・ハーンはベンガル太守に任命され、その後2年間は帝国に忠実であった。
だが、1592年にナーシル・ハーンは帝国に反旗を翻したため、マーン・シングは打って出て、4月9日にミドナープルでナーシル・ハーンの軍勢を破った。
1593年、マーン・シングはクルダー王国を征服し、この年までにオリッサはムガル帝国領となった。オリッサは帝国の州（スーバ）となり、ベンガル太守の管轄におかれた。

### フスローへの支持

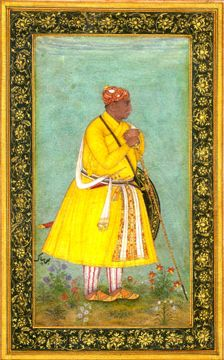
マーン・シング

1594年3月17日、マーン・シングはベンガル太守に任命され、1598年までその職にあった。この頃までに、マーン・シングは帝位継承に関与するほどの数少ない有力な貴族となっていた。
マーン・シングは皇帝の乳兄弟ミールザー・アズィーズ・コーカとともに、サリームが君主に相応しくないと主張し、その息子フスローを次期皇帝に推した。フスローの母はマーン・シングの妹マーン・バーイーであり、彼にとっては甥にあたる人物であった。
すでに、マーン・シングの妹マーン・バーイーはサリームの暴虐に耐え切れずに自殺していた。そのため、マーン・シングはサリームを個人的に恨んでいたという。

### 晩年

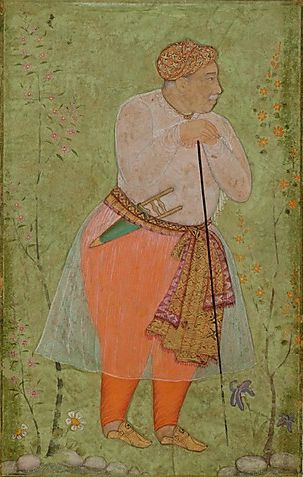
晩年のマーン・シング

ベンガル太守の地位にあったマーン・シングはフスローをベンガルへと連れて行こうとした。だが、サリームはフスローがベンガルに行けば皇帝に祭り上げられるのではないかと心配し、アーグラに留めておいたため、実行には移せなかった。
1605年11月10日、マーン・シングは再びベンガル太守として任命され、同地に赴任したが、1606年9月2日にはクトゥブッディーン・ハーン・コーカと交代となった
1611年、デカン方面において、アフマドナガル王国の宰相マリク・アンバルの抵抗が激しくなり、ハーンデーシュやベラールにその余波が来ると、ジャハーンギールはマーン・シングにその制圧に向かわせた。
1614年7月6日、マーン・シングはアフマドナガル王国との交戦のさなか、デカンのアチャルプルで死亡した。王位は息子のバーウ・シングが継承した。